# Vittaria himalayensis
Vittaria himalayensis là một loài dương xỉ trong họ Pteridaceae. Loài này được Ching mô tả khoa học đầu tiên năm 1931.